# Denardo Thomas
Denardo Thomas (Kingston, 22 de noviembre de 1994) es un futbolista jamaicano que juega en la demarcación de centrocampista para el Waterhouse FC de la Liga Premier Nacional de Jamaica.

## Selección nacional
Tras jugar en las categorías inferiores de la selección, finalmente hizo su debut con la selección de fútbol de Jamaica en un partido amistoso contra Catar que finalizó con un resultado de empate a uno tras un gol de Khalid Muneer para Catar, y de Jourdaine Fletcher para Jamaica.

## Clubes
| Club                  | País    | Año       | Partidos | Goles |
| --------------------- | ------- | --------- | -------- | ----- |
| Maverley Hughenden FC | Jamaica | 2016-2017 | 11       | 1     |
| Waterhouse FC         | Jamaica | 2017-     | 128      | 17    |